# Critérium des Espoirs
Il Critérium des Espoirs era una corsa a tappe di ciclismo su strada che si svolse in Francia, dal 2003 al 2005 nel mese di febbraio. Ne 2005 fece parte del circuito UCI Europe Tour, classe 2.2.

## Albo d'oro
Aggiornato all'edizione 2005.
| Anno | Vincitore       | Secondo           | Terzo              |
| ---- | --------------- | ----------------- | ------------------ |
| 2003 | Anthony Geslin  | Camille Bouquet   | Dominique Rault    |
| 2004 | Carl Naibo      | Dominique Rault   | Thomas Löfkvist    |
| 2005 | Jean Mespoulede | Christophe Rinero | Fabrice Jeandesboz |